# Columna de Nelson
La columna de Nelson es un monumento situado en Trafalgar Square, Londres, Inglaterra, en homenaje a Horatio Nelson, almirante británico fallecido en el transcurso de la batalla de Trafalgar.
La columna se erigió entre 1840 y 1843 para conmemorar la muerte del almirante. La estatua mide 5,5 metros, y se yergue sobre una columna de granito de 46 metros de altura. La estatua mira hacia el sur, al Palacio de Westminster, a través del Pall Mall. 
La parte superior de la columna consta de un capitel corintio basado en el Foro de Augusto de Roma, y está decorado con hojas de acanto de bronce, procedentes de la fundición de cañones británicos. El pedestal cuadrado está decorado con cuatro plafones que describen las cuatro grandes victorias de Nelson (Trafalgar, Nilo, Cabo de San Vicente y Copenhague), siendo también el material empleado el bronce, en este caso resultado de fundir las armas francesas capturadas.
El monumento fue diseñado por el arquitecto William Railton en 1838. Los cuatro leones, diseñados por Edwin Landseer, se añadieron a la base de la columna, empleando esta vez el bronce de las armas españolas capturadas. 1867.

## Galería

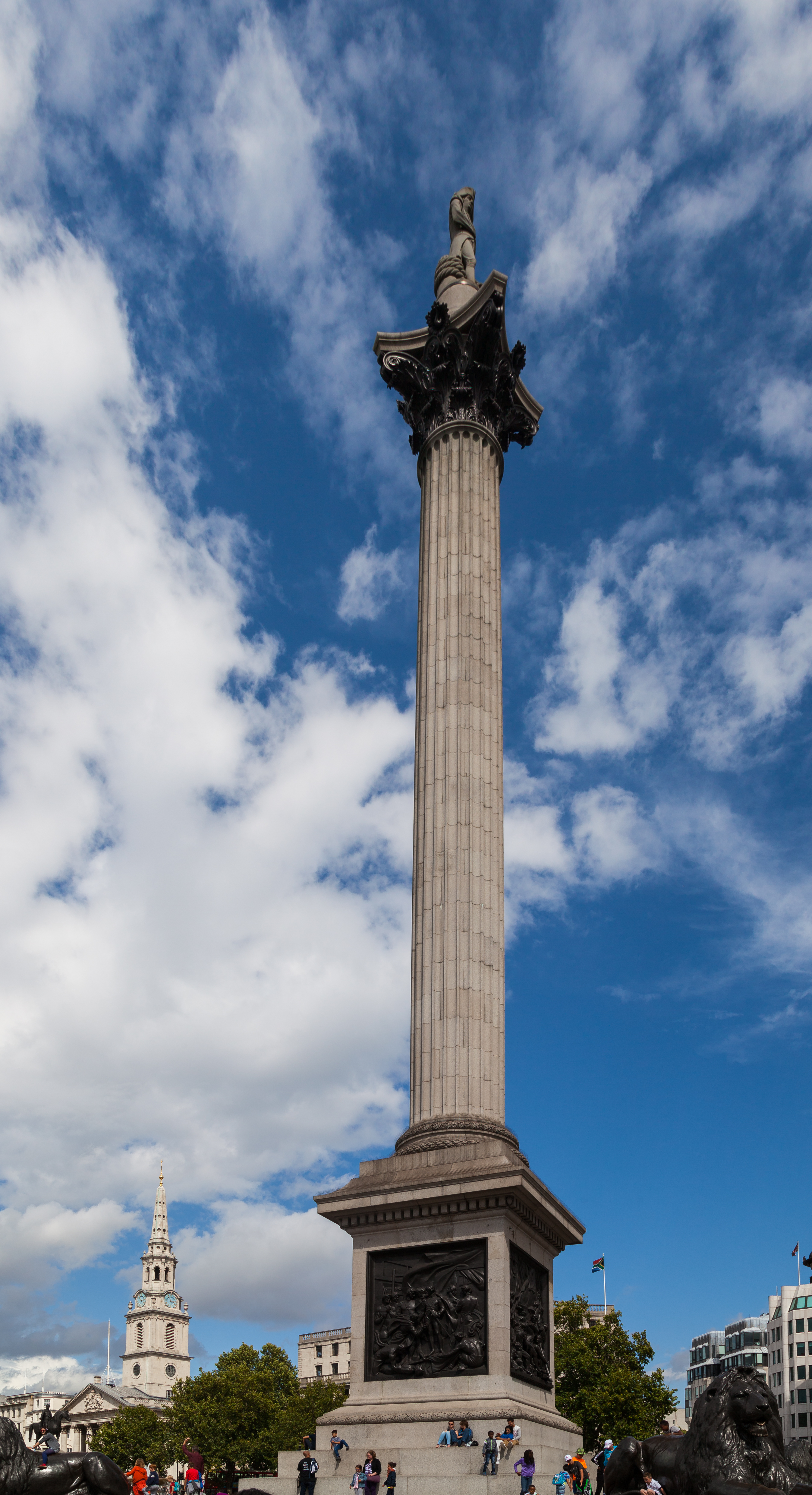
Columna de Nelson
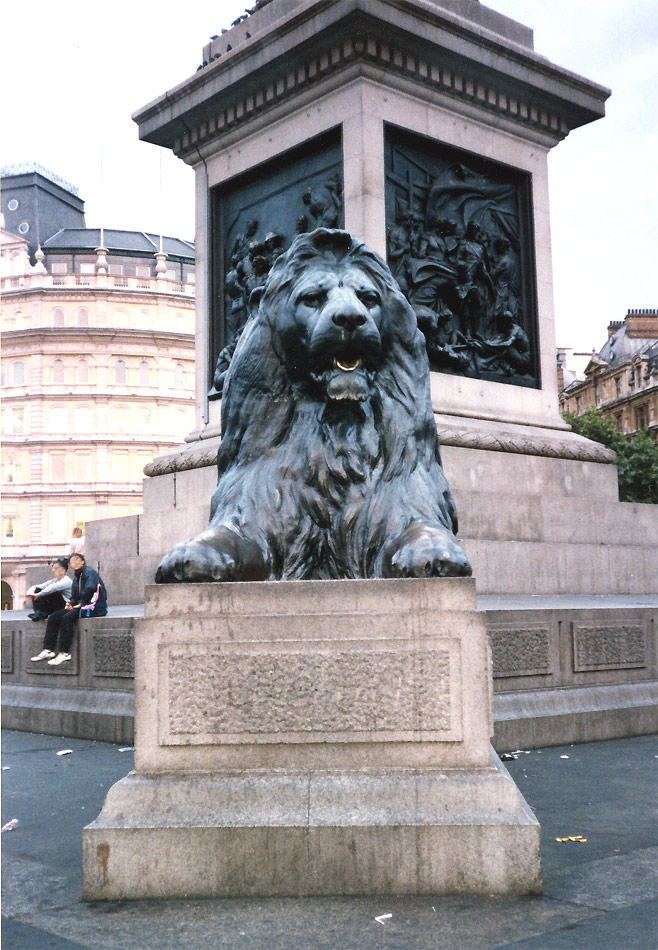
Uno de los cuatro leones en la base de la columna
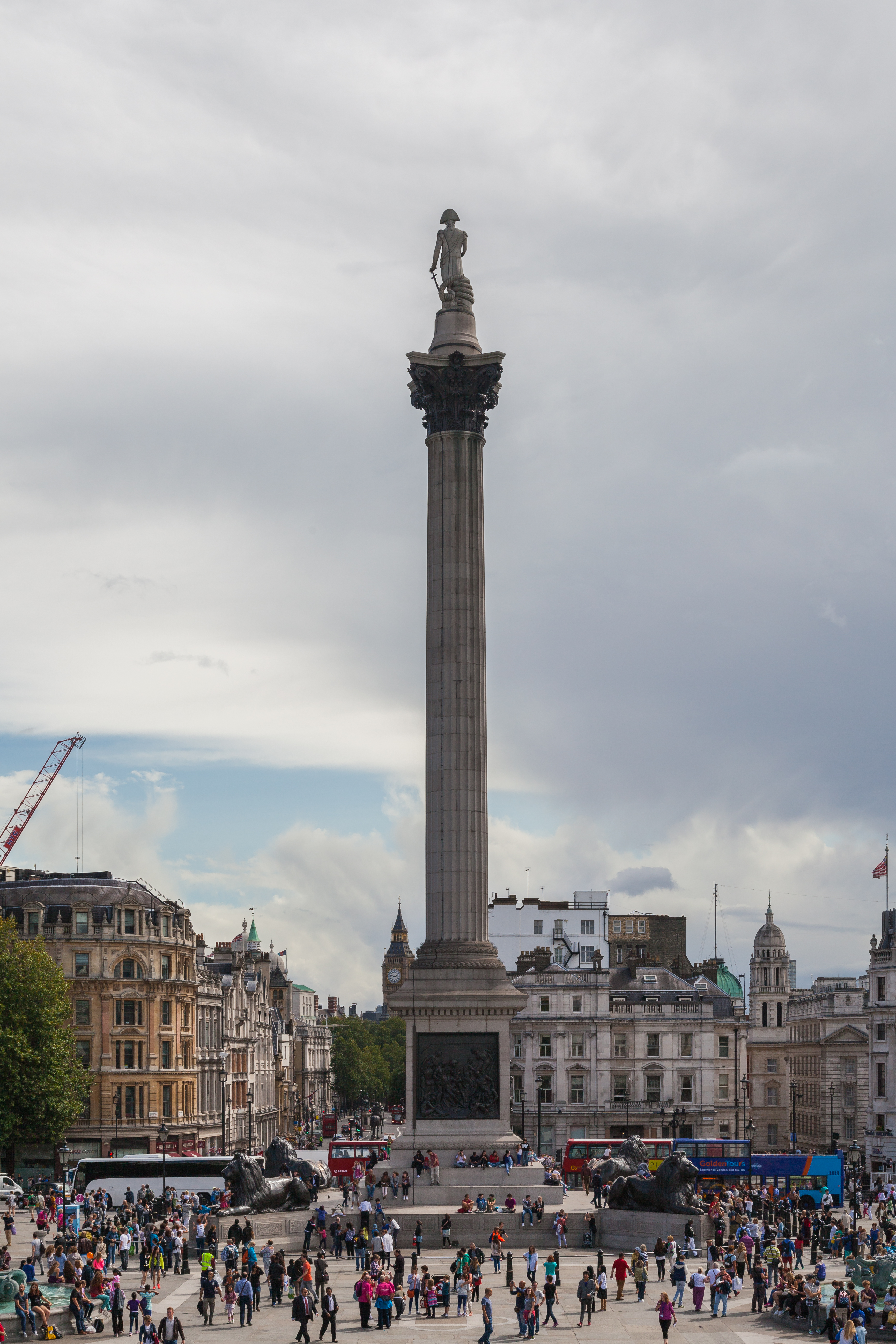
Vista en la distancia
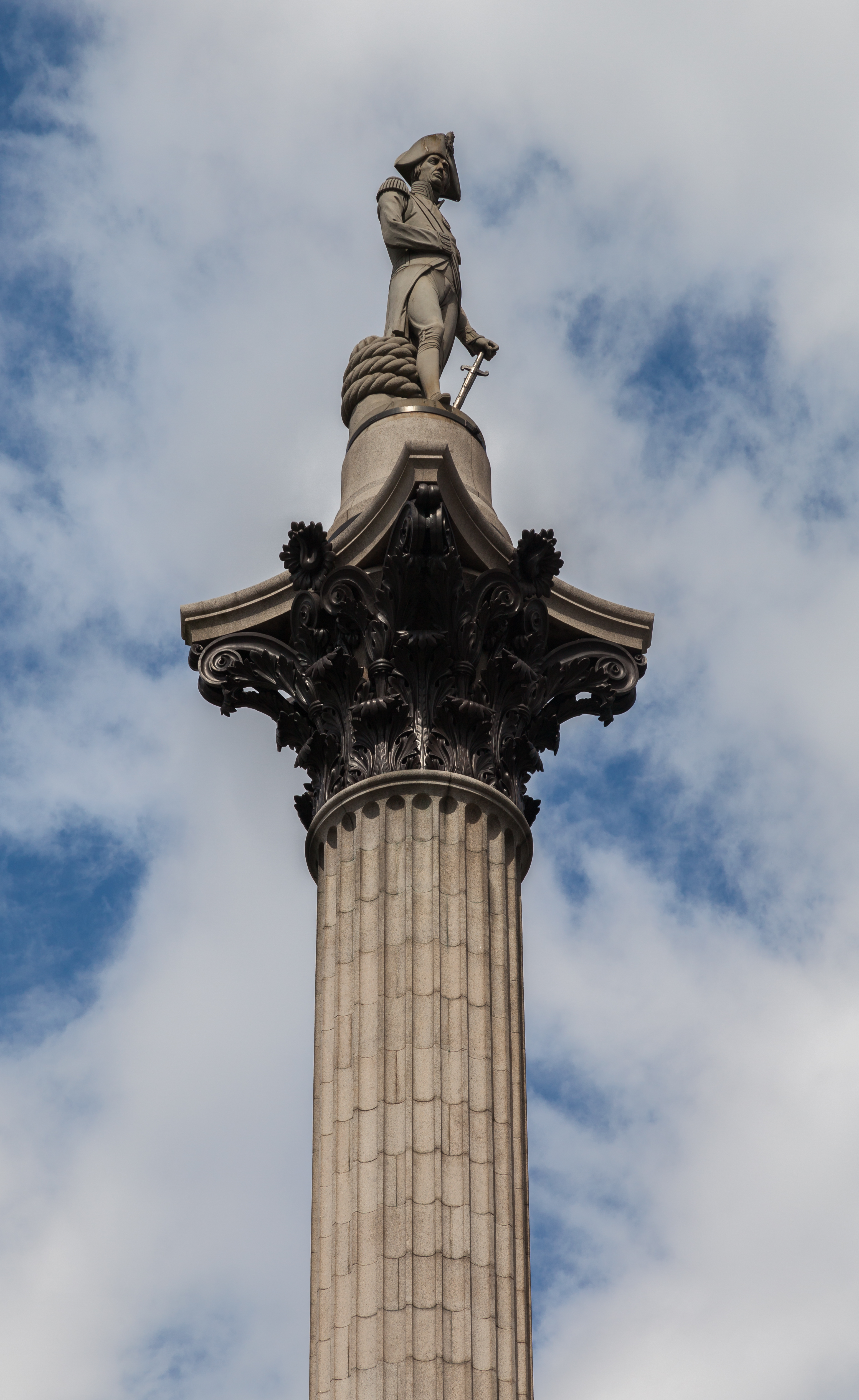
Otro ángulo
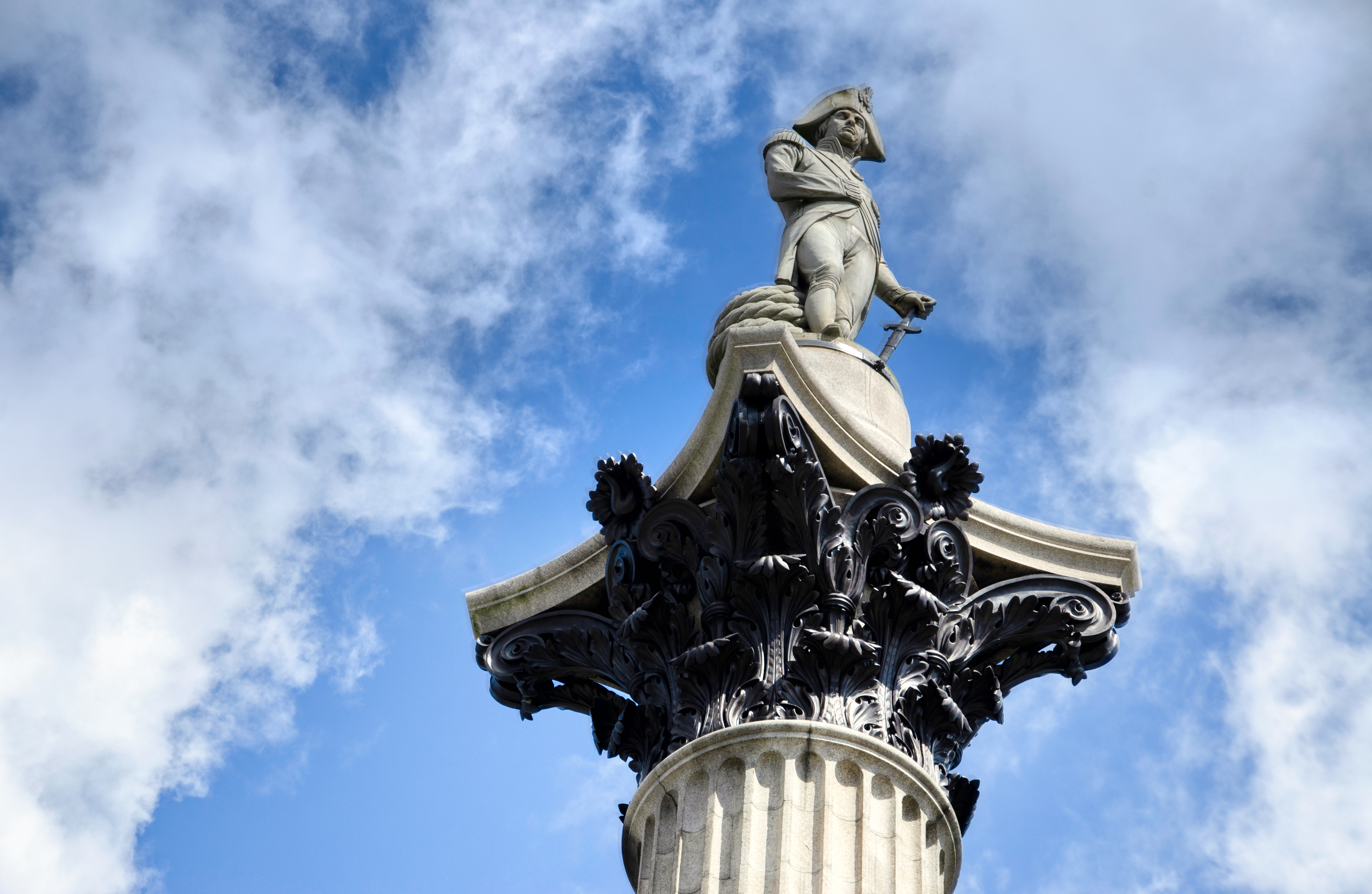
Columna de Nelson, en Londres